# Zrazy
Zrazy (tiếng Ba Lan: zrazy, Litva: zrazai hoặc mušti suktinukai)  là một món thịt cuộn phổ biến ở Đông Âu, đặc biệt là ở Ba Lan (rouladen của người Silesia), Belarus, Ukraine và Litva. Nguồn gốc của nó có thể được bắt nguồn từ thời của Khối thịnh vượng chung Ba Lan-Litva.

## Thành phần
Zrazy cổ điển có hình dạng cuộn và được làm từ những lát thịt bò mỏng, có hương vị của muối và hạt tiêu và nhồi với rau, nấm, trứng và khoai tây. Tuy nhiên, có rất nhiều cách kết hợp trong món nhồi khi những nguyên liệu mới được khuyến khích, chẳng hạn như dưa chua và thịt xông khói.
Thịt nhồi sau đó được cuộn và bảo đảm giữ chặt bằng chỉ hoặc tăm. Sau khi được chiên trong dầu trong một thời gian ngắn, zrazy được đặt trong một cái chảo hầm với cần tây, hành tây, và các loại gia vị khác nhau và được phủ bằng một nước dùng nóng. Thịt hầm sau đó được hầm ở nhiệt độ thấp.
Trước khi phục vụ, các vật giữ chặt hoặc tăm được loại bỏ; zrazy sau đó được làm ráo nước và đôi khi được phủ bột hoặc phủ kem chua.
Zrazy được ăn với nước sốt mà chúng được hầm và thường được trang trí với kasha vụn, thường là mạch ba góc và đại mạch.
Thay vì thịt bò, zrazy cũng có thể được làm bằng thịt bê hoặc thịt lợn.

## Lịch sử
Không biết chính xác khi nào món ăn này được phát minh cũng như khu vực nào của Khối thịnh vượng chung Ba Lan-Litva đầu tiên sản xuất nó; cả Ba Lan và Litva tuyên bố đã tạo ra zrazy. Món ăn cũng trở thành một phần của các món ăn của khu vực Đông Âu khác với các biến thể khác nhau hiện có ở Belarus, Nga và Ukraine.